# Archange Tuccarro

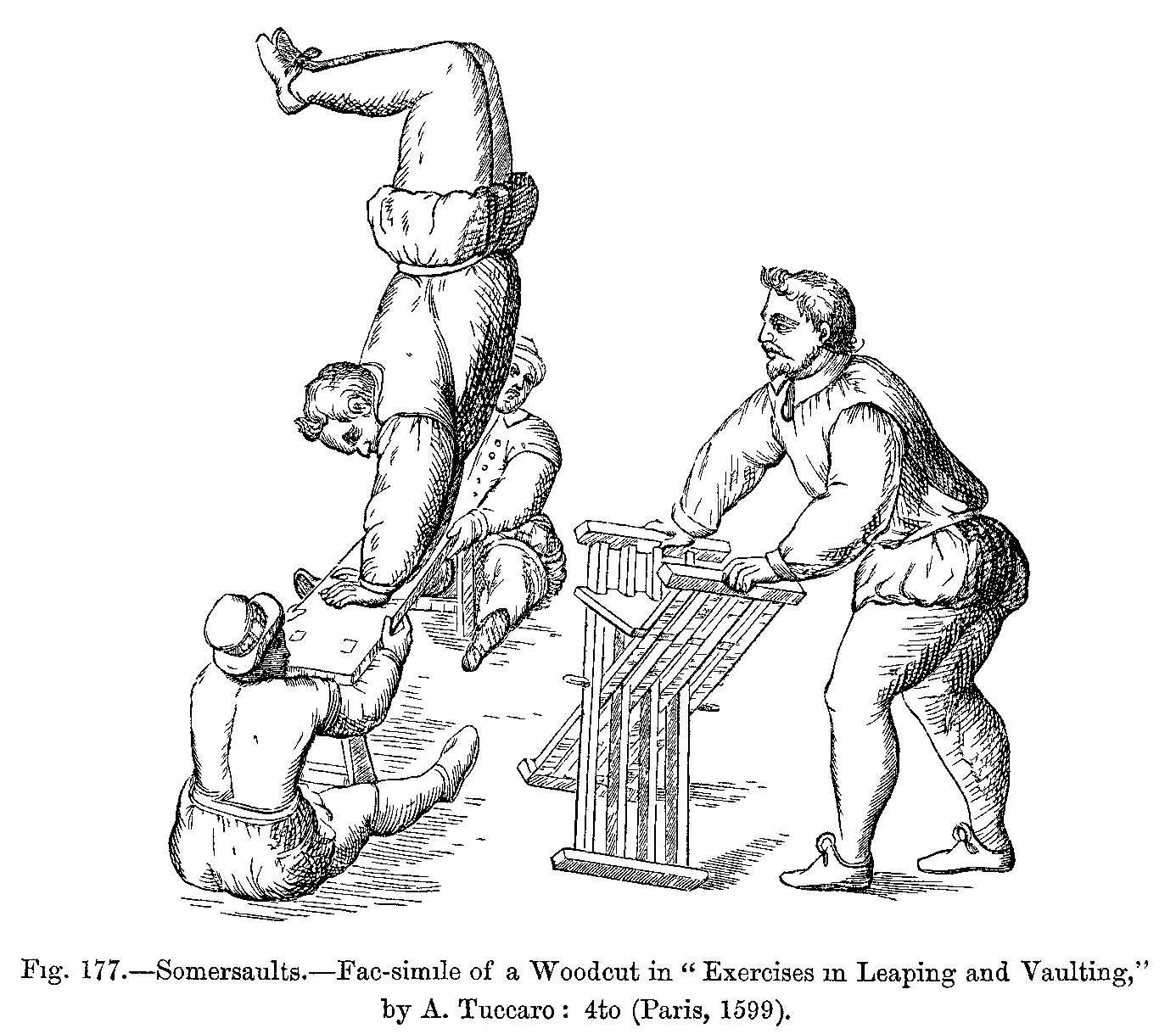
Abbildung aus Tuccaros Buch (1599)

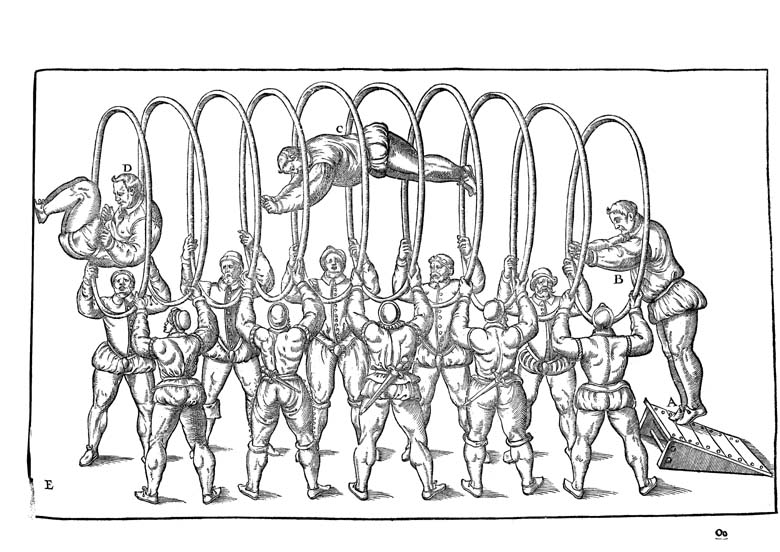
Holzschnitt aus Tuccaros Buch (1599)

Archange Tuccarro (alternativ: Arcangelo Tuccaro, * 1535 in der Provinz L’Aquila; † 1602 oder 1616) war ein italienischer Berufsakrobat, Seiltänzer und Autor eines Buches über die Akrobatik.
1570 begleitete er auf Wunsch von Maximilian II. dessen Tochter Elisabeth zu ihrer Hochzeit mit Karl IX. nach Frankreich.
Tuccarro lebte am Hof Karls IX. von Frankreich als königlicher Hofspringer (Saltarin du roi) und Gymnastikausbilder des jungen Königs.

## Trois dialogues
Er veröffentlichte 1599 in Paris das Buch „Trois dialogues de l’exercise de sauter et voltiger en l’air“. Das Buch enthält auf etwa 400 Seiten 88 Holzschnitte von über 50 verschiedenen akrobatischer Übungen. Das Buch ist in vier Kapitel gegliedert, die in Dialogform geschrieben sind. Dieses Buch wird als das erste methodische Bodenturnbuch der Welt angesehen. Es wird angenommen, dass er das Buch zur Ausbildung des Königs schrieb. Es wurde erst nach dem Tode Karls (1574) veröffentlicht.
Friedrich Ludwig Jahn erwähnt 1816 das Buch in seinem Werk Die Deutsche Turnkunst in dem Abschnitt über Buchkunde zur Turnkunst:
„Kopfübern oder Luftſpringen:
Trois Dialogues du St. Archange Tuccaro de l’abbruzzo au royaume de Naples. A Paris chez Claude de Monstroeil. 1589. [Die Geſpräche werden oft lange Waſchreden, halten ſich lange bei unnützen Eingängen auf, und überfluthen mit einem unausſtehlichen Wortſchwall. Die würklichen guten Körner muß man erſt mit großer Mühe von der Spreu ſondern.]“ (Friedrich Ludwig Jahn: Die deutsche Turnkunst. 1816, S. 256).
Die einzige deutsche handgeschriebene Übersetzung stammt von H. F. Maßmann (1797–1874) und ist in der Zentralbibliothek der Deutschen Sporthochschule in Köln einzusehen.

## Belege
1. ↑  books.google.de
2. ↑   wheldonandwesley.co.uk (Memento vom 30. September 2007 im Internet Archive)
3. ↑  Ilona E. Gerling: Geräteturnen für alle. 2002, ISBN 3-89124-887-3, S. 15–16.
4. ↑  Arnd Krüger, John McClelland (Hrsg.): Die Anfänge des modernen Sports in der Renaissance. Arena, London 1984, ISBN 0-902175-45-9.
5. ↑   gymmedia.com (Memento vom 1. Dezember 2008 im Internet Archive)
6. ↑  hsozkult.geschichte.hu-berlin.de
7. ↑  maggs.com

| Personendaten    | Personendaten                         |
| ---------------- | ------------------------------------- |
| NAME             | Tuccarro, Archange                    |
| ALTERNATIVNAMEN  | Tuccaro, Archange; Tuccaro, Arcangelo |
| KURZBESCHREIBUNG | italienischer Berufsakrobat und Autor |
| GEBURTSDATUM     | 1535                                  |
| GEBURTSORT       | Provinz L’Aquila                      |
| STERBEDATUM      | 1602                                  |